# Trophée des champions 2020
L'édition 2020 du Trophée des champions est la 44e édition du Trophée des champions. Originellement programmée le 1er août 2020, la rencontre est reportée en raison des bouleversements du calendrier sportif résultant de la pandémie de Covid-19, pour une tenue le 13 janvier 2021 à Lens.
Le match oppose le Paris Saint-Germain, vainqueur du Championnat de France 2019-2020 et de la Coupe de France 2019-2020 à l'Olympique de Marseille, vice-champion de France. C'est la deuxième fois qu'un OM-PSG est l'affiche de cette compétition après l'édition 2010.
Le match est joué à huis clos en raison de la pandémie de Covid-19.
La compétition est remportée par le Paris Saint-Germain, qui s'impose face à l'OM sur le score de 2 buts à 1.

## Sélection de la ville hôte
En février 2020, la Ligue de football professionnel évoque trois pistes pour l'accueil du Trophée des champions 2020 devant se dérouler le 1er août 2020 : Abidjan, Minneapolis et Bordeaux. La décision devait se prendre durant le printemps, mais la ville n'est pas choisie en raison de la pandémie de Covid-19.
En décembre 2020, le conseil d'administration de la Ligue décide, après consultation, que le match se déroulera au stade Bollaert-Delelis de Lens, la situation sanitaire expliquant la tenue de cette rencontre sur le territoire français. Neuf autres villes françaises avaient déposé leur candidature, parmi lesquelles Bordeaux, Nice, Valenciennes, Le Havre, Reims, Ajaccio et Nancy.

## Feuille de match
Les règles du match sont les suivantes : la durée de la rencontre est de 90 minutes, puis, en cas de match nul, les deux équipes se départageront directement lors d'une séance de tirs au but.
| Paris Saint-Germain · |                     |     |
| Titulaires :          |                     |     |
|                       |                     |     |
| 01                    | Keylor Navas        |     |
| 20                    | Layvin Kurzawa      | 65e |
| 22                    | Abdou Diallo        |     |
| 05                    | Marquinhos          |     |
| 24                    | Alessandro Florenzi |     |
| 21                    | Ander Herrera       | 90e |
| 06                    | Marco Verratti      |     |
| 08                    | Leandro Paredes     | 88e |
| 07                    | Kylian Mbappé       |     |
| 09                    | Mauro Icardi        | 88e |
| 11                    | Ángel Di María      | 65e |
|                       |                     |     |
| Remplaçants :         |                     |     |
| 16                    | Sergio Rico         |     |
| 03                    | Presnel Kimpembe    | 65e |
| 25                    | Mitchel Bakker      |     |
| 32                    | Timothée Pembélé    |     |
| 15                    | Danilo Pereira      | 88e |
| 19                    | Pablo Sarabia       | 90e |
| 23                    | Julian Draxler      |     |
| 10                    | Neymar              | 65e |
| 18                    | Moise Kean          | 88e |
|                       |                     |     |
| Entraîneur :          |                     |     |
| Mauricio Pochettino   |                     |     |

| Olympique de Marseille · |                    |     |
| Titulaires :             |                    |     |
|                          |                    |     |
| 30                       | Steve Mandanda     | 46e |
| 25                       | Yūto Nagatomo      | 66e |
| 03                       | Álvaro             |     |
| 15                       | Duje Ćaleta-Car    |     |
| 02                       | Hiroki Sakai       |     |
| 22                       | Pape Gueye         | 56e |
| 04                       | Boubacar Kamara    |     |
| 21                       | Valentin Rongier   | 80e |
| 07                       | Nemanja Radonjić   | 56e |
| 10                       | Dimitri Payet      |     |
| 26                       | Florian Thauvin    |     |
|                          |                    |     |
| Remplaçants :            |                    |     |
| 16                       | Yohann Pelé        | 46e |
| 05                       | Leonardo Balerdi   |     |
| 29                       | Pol Lirola         | 66e |
| 08                       | Morgan Sanson      | 56e |
| 17                       | Michaël Cuisance   |     |
| 24                       | Saîf-Eddine Khaoui |     |
| 09                       | Darío Benedetto    | 56e |
| 23                       | Marley Aké         |     |
| 28                       | Valère Germain     | 80e |
|                          |                    |     |
| Entraîneur :             |                    |     |
| André Villas-Boas        |                    |     |

| Paris Saint-Germain · |                     |     |
| Titulaires :          |                     |     |
|                       |                     |     |
| 01                    | Keylor Navas        |     |
| 20                    | Layvin Kurzawa      | 65e |
| 22                    | Abdou Diallo        |     |
| 05                    | Marquinhos          |     |
| 24                    | Alessandro Florenzi |     |
| 21                    | Ander Herrera       | 90e |
| 06                    | Marco Verratti      |     |
| 08                    | Leandro Paredes     | 88e |
| 07                    | Kylian Mbappé       |     |
| 09                    | Mauro Icardi        | 88e |
| 11                    | Ángel Di María      | 65e |
|                       |                     |     |
| Remplaçants :         |                     |     |
| 16                    | Sergio Rico         |     |
| 03                    | Presnel Kimpembe    | 65e |
| 25                    | Mitchel Bakker      |     |
| 32                    | Timothée Pembélé    |     |
| 15                    | Danilo Pereira      | 88e |
| 19                    | Pablo Sarabia       | 90e |
| 23                    | Julian Draxler      |     |
| 10                    | Neymar              | 65e |
| 18                    | Moise Kean          | 88e |
|                       |                     |     |
| Entraîneur :          |                     |     |
| Mauricio Pochettino   |                     |     |

| Olympique de Marseille · |                    |     |
| Titulaires :             |                    |     |
|                          |                    |     |
| 30                       | Steve Mandanda     | 46e |
| 25                       | Yūto Nagatomo      | 66e |
| 03                       | Álvaro             |     |
| 15                       | Duje Ćaleta-Car    |     |
| 02                       | Hiroki Sakai       |     |
| 22                       | Pape Gueye         | 56e |
| 04                       | Boubacar Kamara    |     |
| 21                       | Valentin Rongier   | 80e |
| 07                       | Nemanja Radonjić   | 56e |
| 10                       | Dimitri Payet      |     |
| 26                       | Florian Thauvin    |     |
|                          |                    |     |
| Remplaçants :            |                    |     |
| 16                       | Yohann Pelé        | 46e |
| 05                       | Leonardo Balerdi   |     |
| 29                       | Pol Lirola         | 66e |
| 08                       | Morgan Sanson      | 56e |
| 17                       | Michaël Cuisance   |     |
| 24                       | Saîf-Eddine Khaoui |     |
| 09                       | Darío Benedetto    | 56e |
| 23                       | Marley Aké         |     |
| 28                       | Valère Germain     | 80e |
|                          |                    |     |
| Entraîneur :             |                    |     |
| André Villas-Boas        |                    |     |

## Médias
La rencontre est diffusée en France sur Canal+ et Téléfoot.